# Гней Корнелий Лентул (консул 201 года до н. э.)
Гней Корнелий Лентул (лат. Gnaeus Cornelius Lentulus; умер в 183 году до н. э.) — римский военачальник и политический деятель, консул 201 года до н. э. Участвовал во Второй Пунической войне, во время консульства неудачно пытался получить командование на главном театре военных действий — в Африке.

## Происхождение
Гней Корнелий принадлежал к знатному и разветвлённому патрицианскому роду Корнелиев. Первый известный из источников носитель когномена Лентул был консулом в 327 году до н. э., и выяснить его связь с другими Корнелиями не представляется возможным. Гней Корнелий, не являясь потомком этого Лентула, был сыном Луция Корнелия Лентула Кавдина, консула 237 года до н. э., верховного понтифика и принцепса сената, и внуком Луция Корнелия Лентула Кавдина, консула 275 года, который совместно с Манием Курием Дентатом командовал в Пирровой войне.
Младшим братом Гнея Корнелия был Луций Корнелий Лентул, ставший консулом двумя годами позже — в 199 году до н. э. Двоюродные братья Гнея из младшей ветви рода, Луций и Публий Корнелии Лентулы Кавдины, сделать полноценную карьеру не смогли, остановившись на эдилитете и претуре соответственно.

## Биография
Впервые Гней Корнелий упоминается в источниках под 216 годом до н. э. как военный трибун. Он сражался при Каннах; согласно ряду античных текстов, на заключительной стадии боя, когда полное поражение было уже очевидно, Лентул увидел раненного консула Луция Эмилия Павла, сидящего на камне, и попытался спасти его, отдав ему своего коня, но тот отказался от спасения, передав через трибуна свои последние слова Квинту Фабию. Вероятно, рассказ об этом является вымыслом.
В 212 году до н. э. Лентул занимал должность квестора в армии Тиберия Семпрония Гракха, действовавшей против карфагенян в районе Беневента. Когда Гракх погиб в засаде, Лентул, согласно одной из версий традиции, организовал в лагере похороны его головы, присланной Ганнибалом. В дальнейшем Гней Корнелий какое-то время командовал армией Гракха. Когда Ганнибал сражался с консулами под Капуей, неожиданное появление конницы Лентула заставило обе армии прекратить сражение, так как каждая из сторон решила, что подкрепление пришло к её противнику.
В 205 году до н. э. Гней Корнелий стал курульным эдилом вместе со своим братом Луцием или с двоюродным братом Публием, а в 201 году Лентул получил консульство, совместное с плебеем Публием Элием Петом. В это время всё ещё продолжалась Вторая Пуническая война, хотя в предыдущем году Сципион и одержал решающую победу при Заме. В этой ситуации Гней Корнелий стремился получить Африку в качестве провинции, чтобы слава человека, закончившего войну, досталась ему. Публий Элий не препятствовал коллеге, понимая, по словам Ливия, что затмить Сципиона тому всё равно не удастся.
Народное собрание в очередной раз подтвердило положение Сципиона как главнокомандующего в Африке, но в конце концов право решения получил сенат. Последний постановил, что один из консулов должен возглавить флот и плыть в Сицилию, а в случае продолжения войны — и в Африку, чтобы командовать там на море. Этим консулом стал Лентул. Когда в Рим прибыло карфагенское посольство для переговоров о мире, Гней Корнелий пытался препятствовать заключению договора, но безуспешно.
Если верить Ливию, позже Сципион Африканский неоднократно говорил, что Гней Корнелий и один из консулов 202 года до н. э. Тиберий Клавдий Нерон помешали ему закончить войну разрушением Карфагена. В историографии рассказ об этом подвергают сомнению, так как искренние сожаления Сципиона по такому поводу противоречили бы тем принципам внешней политики, которых он придерживался.
В 199 году до н. э. Гней Корнелий стал одним из триумвиров, занимавшихся выведением колонии в Нарнию. Вероятно, именно с Лентулом следует отождествить Гнея Корнелия, который в 196 году до н. э. входил в состав посольства, отправившегося в Грецию.
Гней Корнелий умер в 183 году до н. э. Известно, что на момент смерти он был членом коллегии авгуров
Детьми Гнея Корнелия были Луций Корнелий Лентул Луп, консул 156 года до н. э., и Гней Корнелий Лентул, консул 146 года до н. э.